# الكسندر إس. سميث
الكسندر إس. سميث هو سياسي كندي، ولد في 24 أغسطس 1868، وتوفي في 10 نوفمبر 1916. انتخب عضو المجلس التشريعي من ساسكاتشوان.